# 크립스 핑크

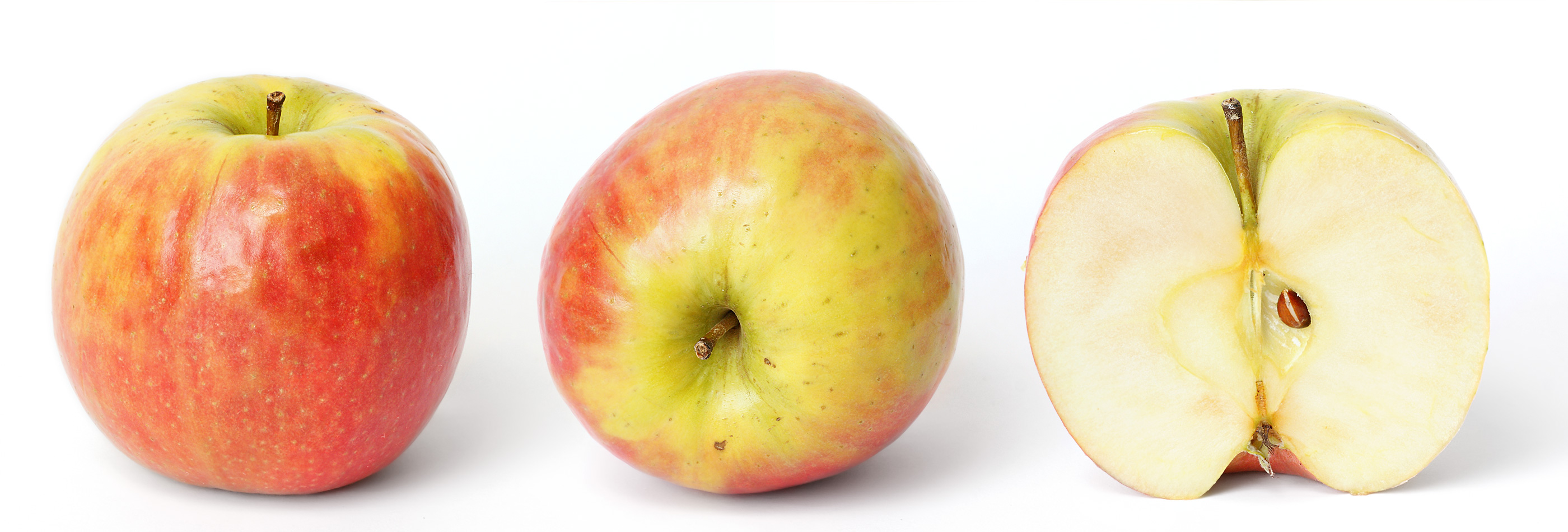

크립스 핑크(Cripps Pink)는 사과의 재배품종이다. 이는 핑크 레이디라는 상표명으로 판매되는 여러 품종 중 하나이다. 원래 존 크립스가 웨스턴오스트레일리아주 농업부(스톤빌 연구소)에서 오스트레일리아 사과 레이디 윌리엄스와 미국 사과 골든 딜리셔스를 교배하여 육성했다. 그 결과 레이디 윌리엄스의 단단하고 오래 보관되는 성질과 골든 딜리셔스의 달콤함과 저장 중 데침이 없는 특징이 결합되었다.

## 등록 상표

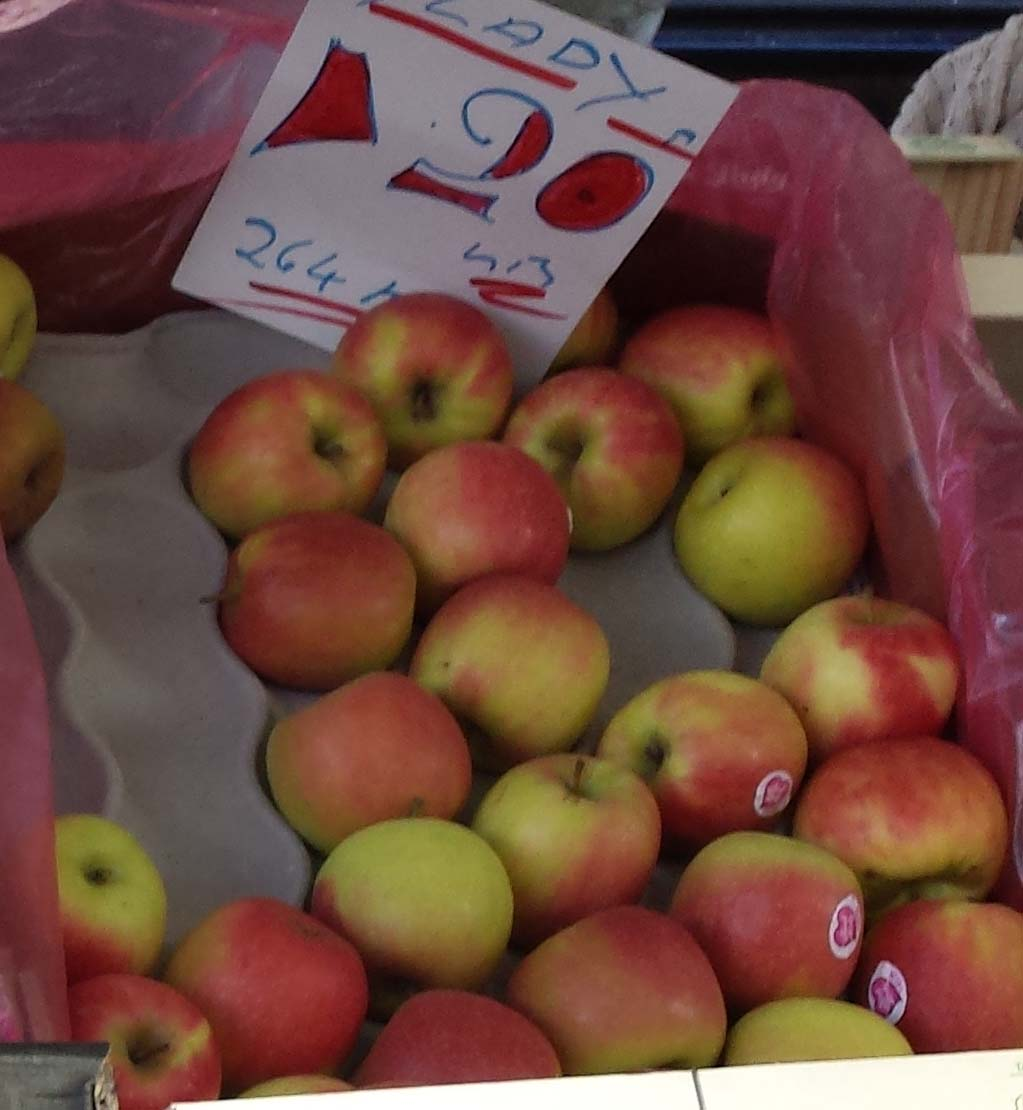
영국 시장 매대에서 판매되는 핑크 레이디 사과

크립스 핑크는 웨스턴오스트레일리아주 농업식량부(DAFWA)가 소유하고 라이선스를 부여하며, 여러 국가에서 품종보호권을 가지고 있다. 호주 사과 및 배 재배자들의 최고 산업 단체인 Apple and Pear Australia Limited(APAL)는 80개 이상의 지역에 등록된 핑크 레이디 상표군에 대한 지적 재산권을 해당 지역 내에서 소유하고 관리한다. 핑크 레이디 아메리카는 이들 국가에서 일련의 상표를 소유하고 있는 워싱턴 주의 Brandt's Fruit Trees를 위해 미국과 멕시코에서 핑크 레이디 상표군을 관리한다.
오스트레일리아에서 핑크 레이디 상표 등록은 어려운 과정이었다. 이는 주로 사과가 품종명인 크립스 핑크보다는 상표명인 핑크 레이디로 산업계와 일반 대중에게 널리 알려져 있기 때문이다.

## 성장 및 발달
사과 모양은 타원면 모양이며, 녹색 '배경'과 독특한 홍색이 섞여 있고 맛은 시다. 크립스 핑크는 200일이라는 긴 성장 기간과 더운 기후를 필요로 하므로, 더 온화한 위도나 초겨울 서리가 내리는 기후에서는 재배하기 어렵다.
주로 오스트레일리아에서 재배되지만 뉴질랜드, 칠레, 캐나다, 아르헨티나, 남아프리카 공화국, 우루과이, 브라질, 일본, 이탈리아, 스페인, 프랑스, 세르비아, 이스라엘에서도 재배되며 1990년대 후반부터는 미국에서도 재배된다.
영국에서는 핑크 레이디 브랜드가 인기를 얻고 있다. 2012년, 오스트레일리아에서 사과가 처음 선적된 지 20년 만에 처음으로 핑크 레이디 브랜드가 영국에서 가치 기준으로 그래니스미스 사과를 제치고 3위를 차지했다.

## 재배

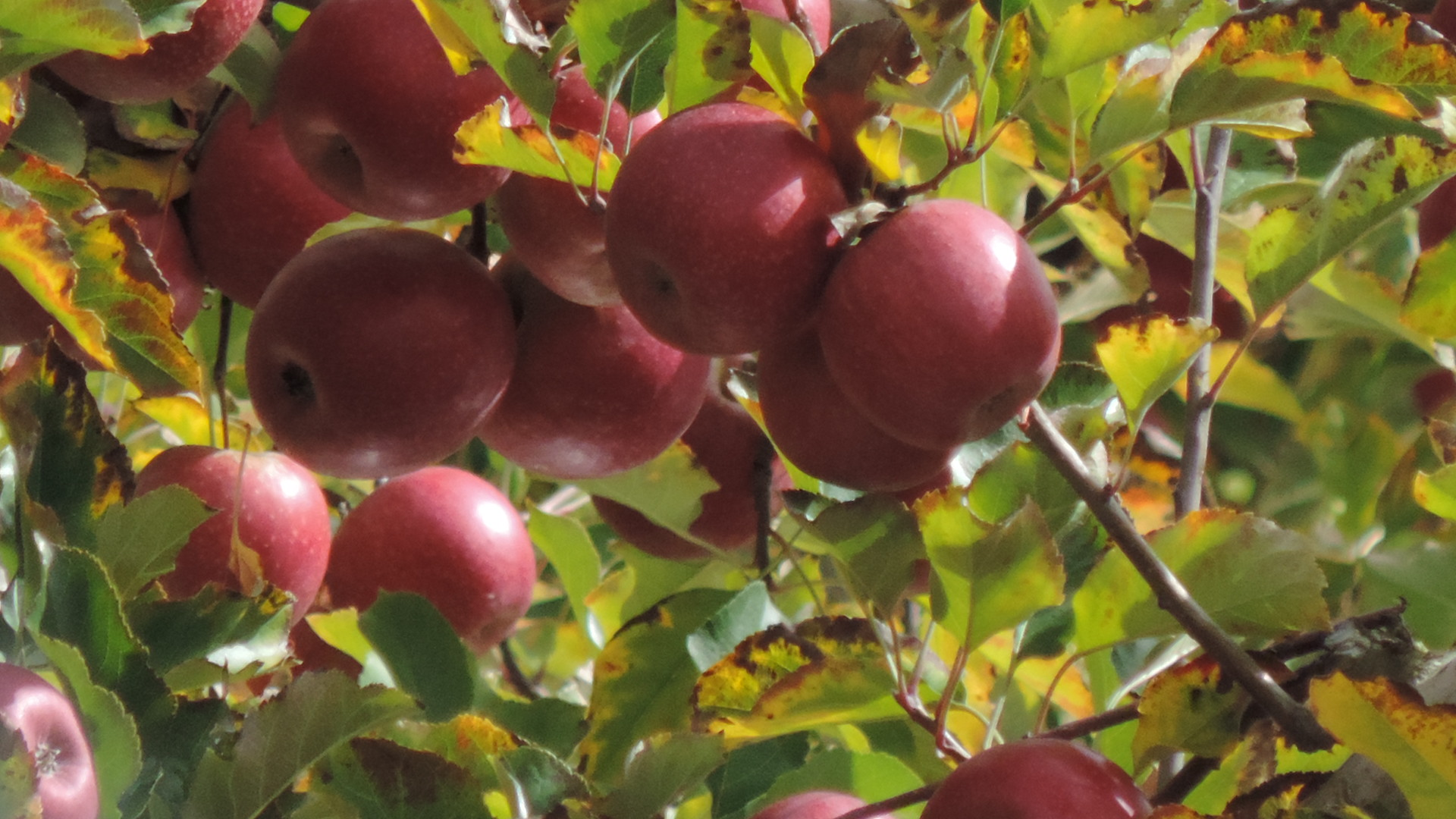
오스트레일리아 퀸즐랜드 그라나이트 벨트에서 재배되는 핑크 레이디 사과

핑크 레이디 브랜드 사과는 특정 상표 품질 사양을 충족해야 한다. 사양 기준에는 당도, 경도, 흠집 및 색상이 포함된다. 정기적으로 검사가 수행되어 과수원에서 상점까지 사과의 품질과 추적성을 보장한다.
크립스 핑크 사과는 가장 일찍 꽃이 피고(북반구에서는 3월 말/4월 초, 남반구에서는 9월 말/10월 초), 가장 늦게 수확된다(북반구에서는 10월 말/11월 초, 남반구에서는 4월 말/5월 초). 가을의 밤낮 기온 변화가 사과에 색을 입히는 중요한 요인이다. 하지만 햇빛에 잘 노출되어야 하므로 나무를 신중하게 전정하고 열매 생산을 잘 관리해야 한다.

## 돌연변이

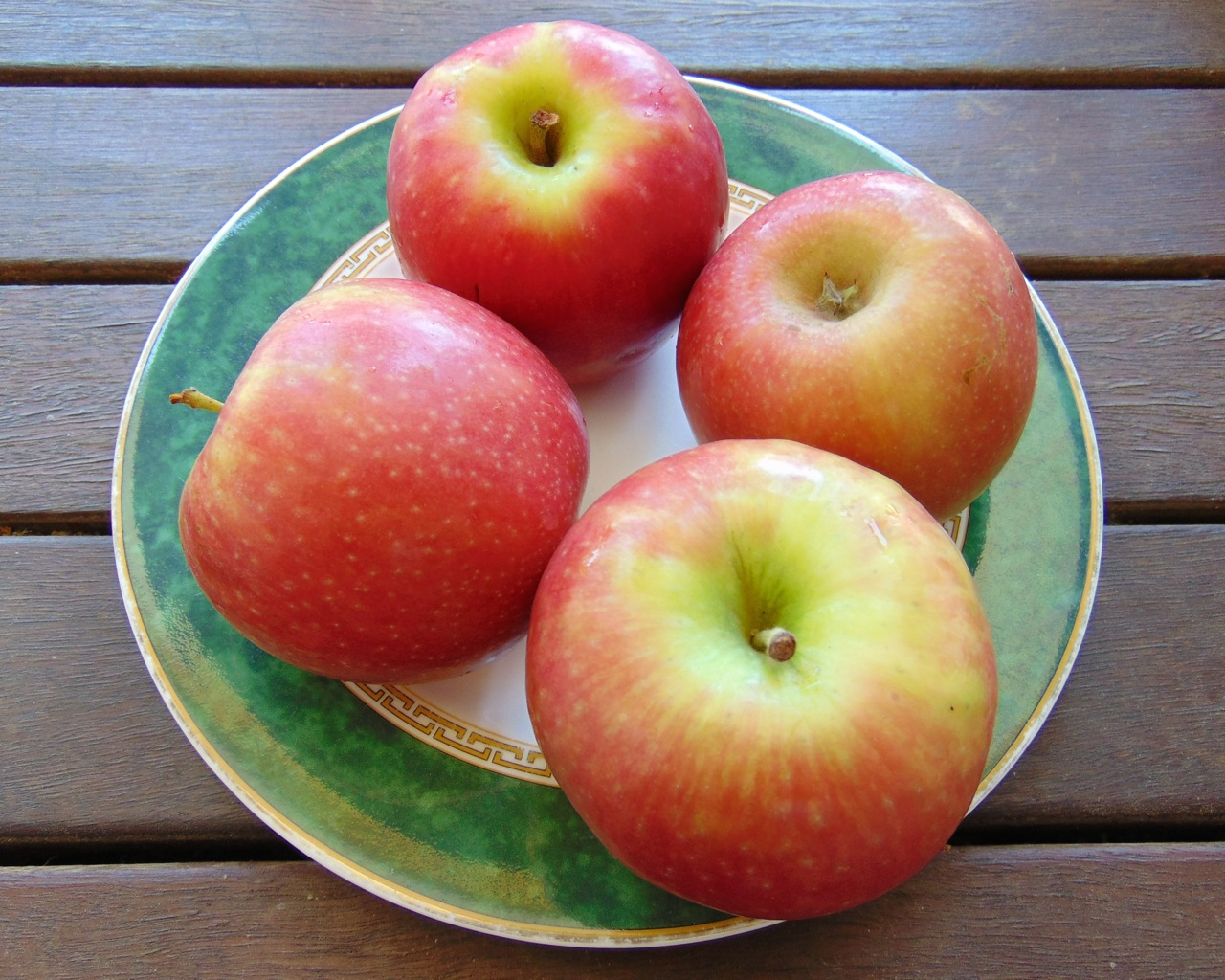
로지 글로우 사과

크립스 핑크 품종의 몇 가지 자연 발생적인 돌연변이(스포츠)가 발견되어 재배에 도입되었다. 다수는 여러 국가에서 품종보호권 또는 식물 특허 등록을 획득했거나 신청 중이다.
- 고색 품종인 로지 글로우는 1995년 포레스트 레인지, 사우스 오스트레일리아에서 발견된 크립스 핑크의 자연적인 단일 가지 돌연변이다. 선발 당시 가지의 열매는 100% 색깔을 띠고 있었지만, 주변의 열매는 10% 미만이었다.[6]
- 레이디 인 레드 품종은 1996년 뉴질랜드 혹스 베이에서 발견된 크립스 핑크의 우연한 가지 돌연변이이다. 레이디 인 레드는 크립스 핑크보다 일찍 착색되고 과일 표면의 더 넓은 면적에 걸쳐 더 강렬한 색을 나타낸다.[7]
- PLMAS98(마슬린으로 알려짐)은 크립스 핑크의 가지 스포츠 돌연변이로 1999년 웨스턴오스트레일리아주 맨지맵에서 발견되었다. 이는 조기 성숙으로 인해 크립스 핑크와 구별된다. 과일은 크립스 핑크보다 최소 15일 일찍 성숙하고 수확 준비가 된다.[8]
- 루비 핑크는 1999년 5월 오스트레일리아 메인 리지, 빅토리아에서 크립스 핑크의 균일한 블록 사이에 자라는 가지 스포츠로 발견되었다. 이 품종은 다음과 같은 고유한 특성의 조합으로 구별된다. 과일은 크립스 핑크의 대칭적인 타원면 모양과 비교하여 균일하게 타원면 모양이다. 과일은 크립스 핑크보다 빨간색의 비율이 높다. 과일은 크립스 핑크보다 늦게 성숙한다. 과일은 크립스 핑크보다 더 높은 경도 등급을 가지고 있다.[9]
- PLBAR B1(반스비로 알려짐)은 1999-2000년 재배 시즌 동안 웨스턴오스트레일리아주 펨버턴에서 발견되었다. 크립스 핑크의 가지 스포츠 돌연변이로 시작되었으며, 크립스 핑크에 비해 뛰어난 색상과 조기 성숙이 특징이다. 새로운 품종의 과일은 크립스 핑크보다 약 14~18일 일찍 성숙하고 수확 준비가 된다.[10]
- PLFOG99(핑크 벨로 알려짐)는 1999년 말 또는 2000년 초 웨스턴오스트레일리아주 키럽에서 발견되었으며, 크립스 핑크의 우연한 가지 돌연변이다. 이 가지는 최대 2주 더 일찍 과일을 생산하는 것이 관찰되었고, 나무는 크립스 핑크보다 더 작게 자라는 습성을 보인다.[11]
- 레이디 로라는 오스트레일리아 뉴사우스웨일스주, 보레노어에서 발견된 크립스 핑크의 자연적인 가지 스포츠 돌연변이다. 이 품종은 다른 사과 품종과 비교하여 과일의 겉색의 양과 강도, 그리고 크립스 핑크와 비교하여 과일의 조기 착색으로 구별된다.[12]

로지 글로우와 레이디 인 레드는 APAL과 핑크 레이디 아메리카에 의해 핑크 레이디 비즈니스 모델에 채택되었으며, 개선된 품종의 과일이 핑크 레이디 품질 기준을 충족하는 경우 핑크 레이디 브랜드 사과로 판매할 수 있도록 허용되었다. 일반적으로 개선된 품종은 홍조 영역이 더 넓거나 조기 성숙한 사과를 생산한다. 핑크 레이디 아메리카는 또한 PLMAS98 (Maslin) 및 PLBAR B1 (Barnsby), 루비 핑크 및 PLFOG99로 등재된 초기 클론을 핑크 레이디 브랜드 비즈니스 모델에 채택했다.

## 같이 보기
- 크립스 레드 사과는 크립스 핑크와 동일한 부모를 가지며 "선다운너"로 판매된다.

## 갤러리

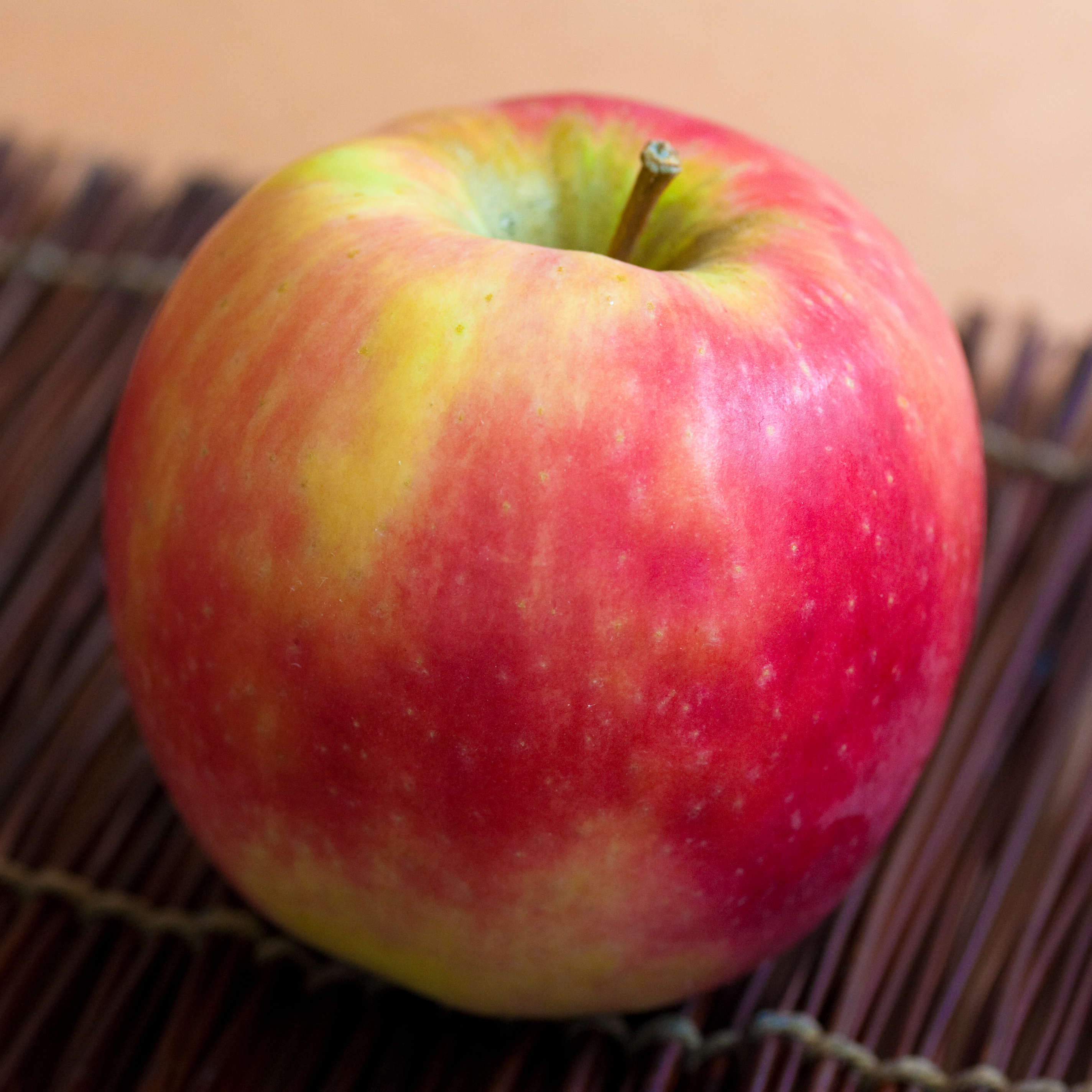
핑크 레이디 사과 근접 촬영
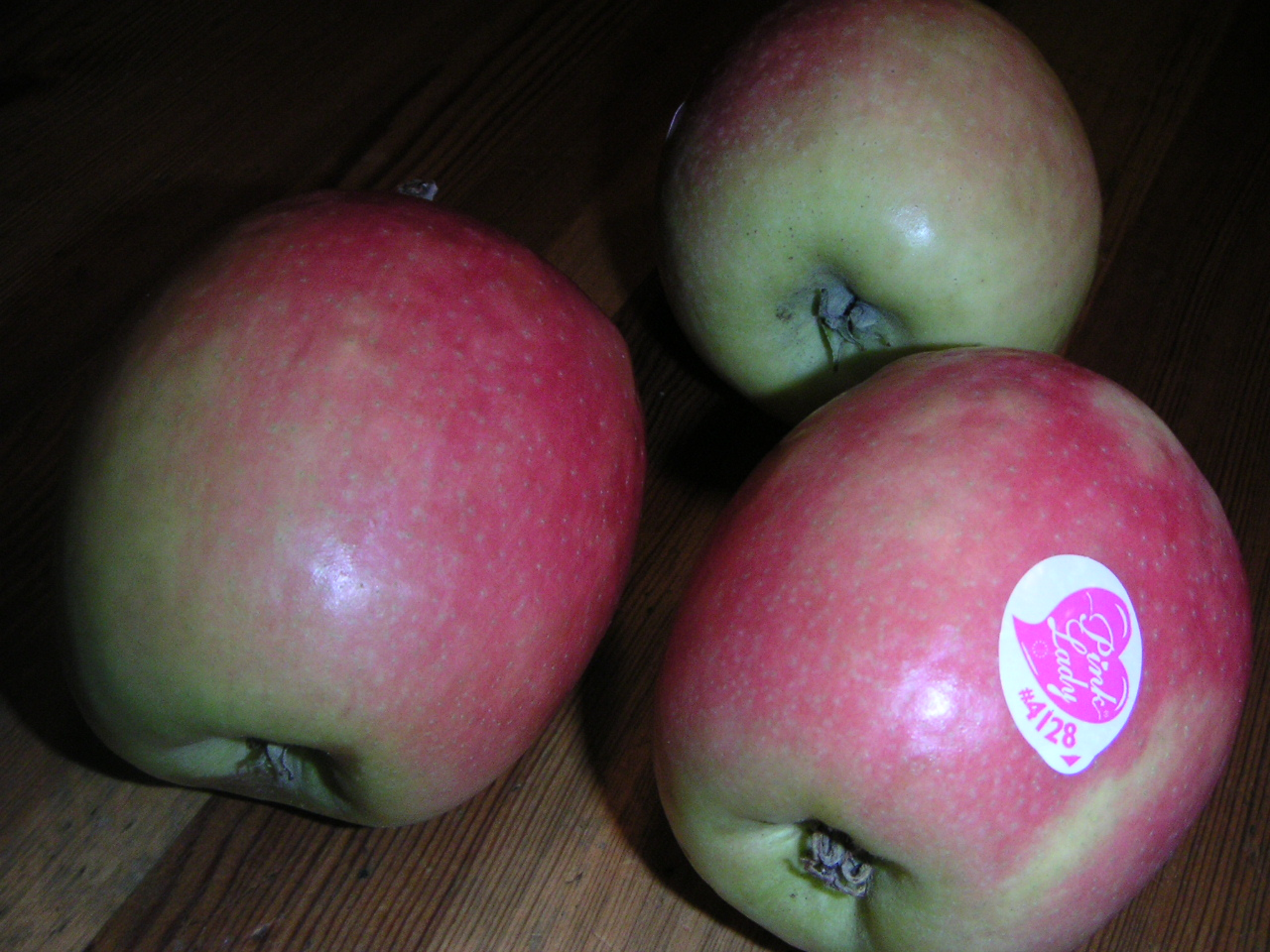
태그 #4128이 있는 핑크 레이디
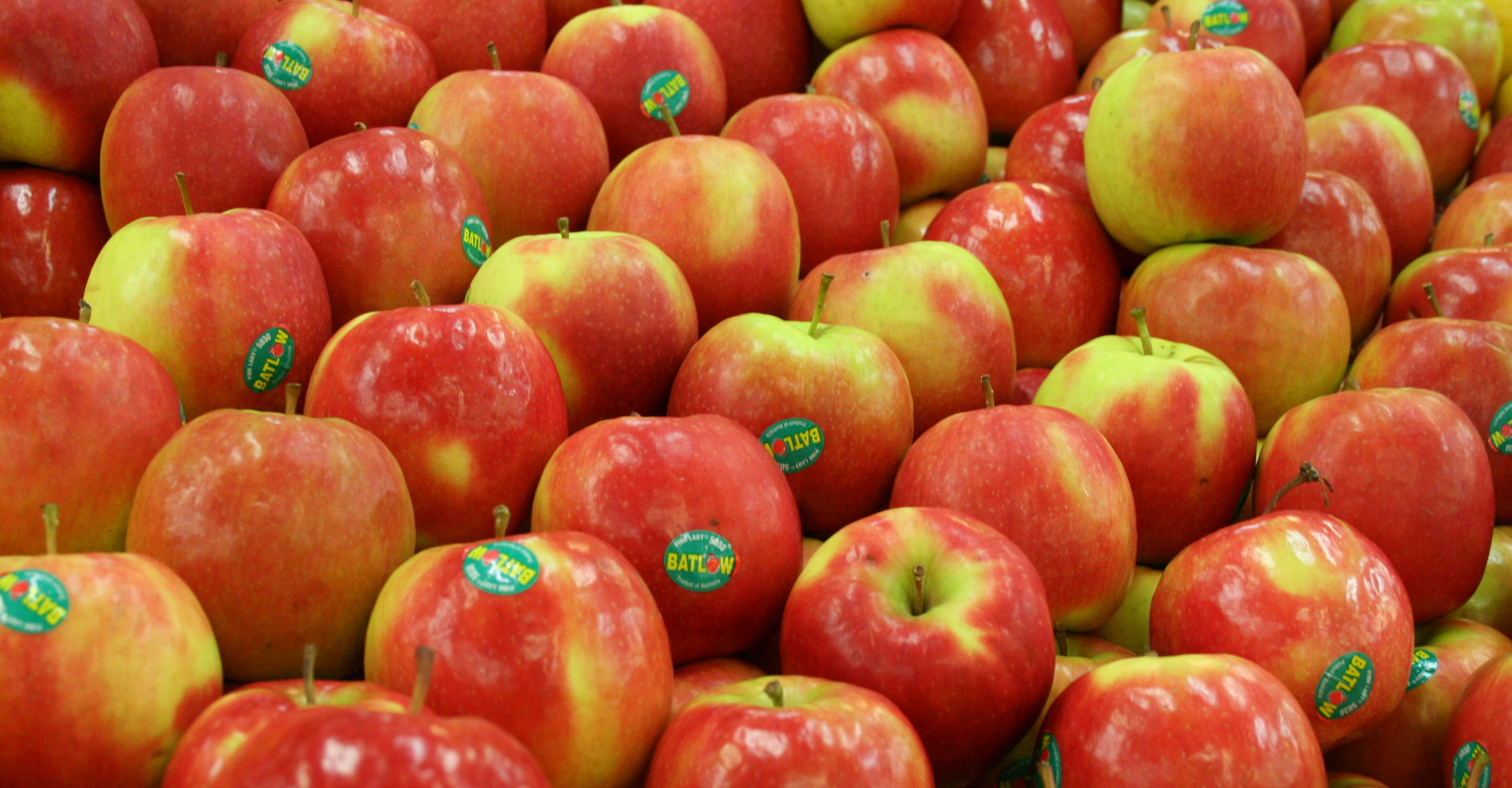
호주에서 판매되는 쌓여 있는 핑크 레이디 사과